# Neptune II
Neptune II est une œuvre du sculpteur suisse François Stahly située à Paris, en France. Il s'agit d'une sculpture en travertin conçue en 1969, placée dans le musée de la sculpture en plein air.

## Description
L'œuvre est une sculpture en travertin. Elle est composée de plusieurs formes géométriques superposées. La plus basse est un socle rectangulaire sur lequel est sculptée une pièce cubique, laquelle soutient une forme abstraite. L'ensemble ressemble à un totem
La sculpture est posée sur un socle de forme rectangulaire portant un cartel indiquant les noms de l'œuvre et de l'auteur, ainsi que la date de création.

## Localisation
La sculpture est installée dans le musée de la sculpture en plein air, un lieu d'exposition d'œuvres de sculpteurs de la seconde moitié du XXe siècle, dans le jardin Tino-Rossi, sur le port Saint-Bernard et le long de la Seine, dans le 5e arrondissement de Paris.

## Artiste
François Stahly (1911-2006) est un sculpteur suisse.